# جنان حرب
جنان حرب (من مواليد 1947) امرأة بريطانية مسيحية من أصل فلسطيني كانت زوجة للملك فهد بن عبد العزيز آل سعود.

## حياتها
وُلدت جنان حرب في رام الله، فلسطين، عام 1947 لعائلة عربية مسيحية. التقت بالأمير فهد في حفل في جدة في ديسمبر 1967. تزوجا في حفل سري في جدة في مارس 1968، بعد أن اعتنقت الإسلام قبل الزواج مباشرة. عاشا في جدة ولندن خلال زواجهما. قدمت جنان بعض أصدقائها للأمير فهد، الذي كان وزير الداخلية في ذلك الوقت، لمساعدتهم في الحصول على وظائف أو تأشيرات.
تقول جنان إنها أُجبرت على مغادرة السعودية في عام 1970 من قبل كبار أفراد العائلة المالكة، بما في ذلك الأمير سلمان والأمير تركي، الشقيقان الكاملان للأمير فهد. كانوا يعتقدون أنها مسؤولة عن إدمان الأمير فهد على الميثادون، الذي بدأ استخدامه بعد معاناته من آلام مزمنة في المعدة عام 1969. تنفي جنان أي دور لها في إدمان زوجها السابق. غادرت السعودية متجهة أولاً إلى بيروت ثم إلى الولايات المتحدة. في عام 1974، تزوجت من محامٍ لبناني وأنجبت منه ابنتين.
رفعت جنان بشكل أحرج العائلة المالكة السعودية دعوى مطالبة بنفقة بقيمة 400 مليون جنيه إسترليني ضد الملك فهد في عام 2004، قبل عام من وفاته. في عام 2016، خسرت القضية.

## كتابها
نشرت جنان حرب كتاباً بعنوان «الملك السعودي وأنا»، وُضِّحَت فيه العلاقة مع الملك فهد، وتم بيع القصة لإنتاج فيلم بعنوان «مخاوف الملك فهد»، وكان إعلانه لمدة ثلاث دقائق نشر على موقع يوتيوب.